# Kildare (Wisconsin)
Kildare es un pueblo ubicado en el condado de Juneau en el estado estadounidense de Wisconsin. En el Censo de 2010 tenía una población de 681 habitantes y una densidad poblacional de 9,33 personas por km².

## Geografía
Kildare se encuentra ubicado en las coordenadas 43°44′4″N 89°54′36″O / 43.73444, -89.91000. Según la Oficina del Censo de los Estados Unidos, Kildare tiene una superficie total de 72.97 km², de la cual 71.66 km² corresponden a tierra firme y (1.79%) 1.3 km² es agua.

## Demografía
Según el censo de 2010, había 681 personas residiendo en Kildare. La densidad de población era de 9,33 hab./km². De los 681 habitantes, Kildare estaba compuesto por el 93.54% blancos, el 0.15% eran afroamericanos, el 3.08% eran amerindios, el 0.29% eran asiáticos, el 0% eran isleños del Pacífico, el 1.03% eran de otras razas y el 1.91% pertenecían a dos o más razas. Del total de la población el 2.2% eran hispanos o latinos de cualquier raza.